# 2012 na televisão
Nesta página encontram-se os fatos, estreias e términos sobre televisão que aconteceram no ano de 2012.

## Nos Estados Unidos

### Janeiro
- 12 de Janeiro — Estreia a sexta temporada de 30 Rock na NBC.

### Fevereiro
- 20 de Fevereiro — Estreia, nos Estados Unidos, da série Fred: The Show na Nickelodeon.

### Maio
- 10 de Maio — Anúncio da renovação de 30 Rock para a sua sétima e última temporada pela NBC.
- 13 de Maio - Termina "Desperate Housewives" na ABC.
- 17 de Maio — Termina a sexta temporada de 30 Rock na NBC.

### Junho
- 5 de junho - Estreia a terceira temporada de Pretty Little Liars na Freeform (antiga ABC Family), com o episódio "It Happened 'That Night'"
- 20 de Junho — Fim das gravações de iCarly.

### Agosto
- 3 de Agosto — Termina a série Fred: The Show na Nickelodeon Nos Estados Unidos.
- 10 de Agosto — Cancelamento da série da Nickelodeon Victorious, com término em fevereiro de 2013.
- 27 de Agosto - Cancelamento da série da Nickelodeon How to Rock, com término dia 8 de dezembro.

### Setembro
- 11 de Setembro - Lançamento do DVD da sexta temporada de 30 Rock.

### Outubro
- 4 de Outubro — Estreia a sétima temporada de 30 Rock na NBC.

### Novembro
- 23 de Novembro — Termina a série da Nickelodeon iCarly criada por Dan Schneider.

### Dezembro
- 1 de dezembro - Estreia o anime Naruto no Toonami Americano.
- 8 de dezembro - Termina a série da Nickelodeon How to Rock criada por Jim O'Doherty.

## Na Ásia
- 25 de março - Termina o anime Bleach na TV Tokyo
- 7 de julho - Estreia Sword Art Online na Tokyo MX
- 29 de agosto - Vai ao ar pela NTV o episódio especial do AKBingo!, em homenagem a graduação de Atsuko Maeda.
- 21 de dezembro - Vai ao ar pela TV Asahi o Music Station Super Live 2012
- 22 de dezembro - Termina Sword Art Online na Tokyo MX
- 31 de dezembro - Vai ao ar o 63ª NHK Kōhaku Uta Gassen

## Mortes
| Data            | Nome            | Profissão          | Nacionalidade  | Observações | Ref   |
| --------------- | --------------- | ------------------ | -------------- | ----------- | ----- |
| 26 de janeiro   | Ian Abercrombie | ator               | Inglaterra     | n. 1934     | [ 1 ] |
| 3 de fevereiro  | Ben Gazzara     | ator               | Estados Unidos | n. 1930     | [ 2 ] |
| 12 de fevereiro | David Kelly     | ator               | Irlanda        | n. 1929     | [ 3 ] |
| 29 de fevereiro | David Jones     | ator e cantor      | Inglaterra     | n. 1945     | [ 4 ] |
| 18 de abril     | Dick Clark      | apresentador de TV | Estados Unidos | n. 1929     | [ 5 ] |
| 1º de junho     | Kathryn Joosten | atriz              | Estados Unidos | n. 1939     | [ 6 ] |
| 11 de junho     | Ann Rutherford  | atriz              | Canadá         | n. 1937     | [ 7 ] |
| 24 de julho     | Sherman Hemsley | ator               | Estados Unidos | n. 1938     | [ 8 ] |
| 23 de novembro  | Larry Hagman    | ator               | Estados Unidos | n. 1931     | [ 9 ] |